# Спортни шейни на зимните олимпийски игри 2014
Състезанията по спортни шейни на зимните олимпийски игри през 2014 г. се провеждат на спортния комплекс „Санки“ край Красная поляна.
За първи път на олимпиада провежда отборна щафета. До участие са допуснати 110 състезатели от 24 държави. Държавите получават национални квоти според класиранията в състезания в периода 1 ноември 2012 – 31 декември 2013. 
Състезателите от отбора на Германия печелят златните медали в четирите дисциплини. При жените германки печелят златото за пета поредна олимпиада. 

## Програма
Таблицата показва програмата за четирите дисциплини. 
Всички часове са в местно време (UTC+4).
| Дата        | Час   | Състезание                                |
| ----------- | ----- | ----------------------------------------- |
| 8 февруари  | 18:30 | Мъже индивидуално (първи и втори манш)    |
| 9 февруари  | 18:30 | Мъже индивидуално (трети и четвърти манш) |
| 10 февруари | 18:45 | Жени индивидуално (първи и втори манш)    |
| 11 февруари | 18:30 | Жени индивидуално (трети и четвърти манш) |
| 12 февруари | 18:15 | Двойки мъже (първи и втори манш)          |
| 13 февруари | 20:15 | Отборна щафета                            |

## Класиране по медали
| Място | Страна   | Злато | Сребро | Бронз | Общо |
| ----- | -------- | ----- | ------ | ----- | ---- |
| 1     | Германия | 4     | 1      | 0     | 5    |
| 2     | Русия    | 0     | 2      | 0     | 2    |
| 3     | Австрия  | 0     | 1      | 0     | 1    |
| 4     | Латвия   | 0     | 0      | 2     | 2    |
| 5     | Италия   | 0     | 0      | 1     | 1    |
| 5     | САЩ      | 0     | 0      | 1     | 1    |
| Общо  | Общо     | 4     | 4      | 4     | 12   |

## Резултати

### Мъже индивидуално
Индивидуалното състезание на мъжете се провежда на 8 и 9 февруари. Печели германецът Феликс Лох, който по този начин защитава титлата си от Ванкувър 2010. Сребърният медал бива спечелен от Алберт Демченко, а бронзовият – от Армин Цьогелер, който по този начин става първият състезател, спечелил медал в същата дисциплина от шест последователни зимни олимпийски игри. Българският представител Станислав Беньов завършва на предпоследното 38-о място. 
| Място | Име              | Държава  | Време    |
| ----- | ---------------- | -------- | -------- |
| 01    | Феликс Лох       | Германия | 3:27.526 |
| 02    | Алберт Демченко  | Русия    | 3:28.002 |
| 03    | Армин Цьогелер   | Италия   | 3:28.797 |
| 38    | Станислав Беньов | България | 3:39.080 |

### Жени индивидуално
| Място | Име                 | Държава  | Време    |
| ----- | ------------------- | -------- | -------- |
| 01    | Натали Гайзенбергер | Германия | 3:19.768 |
| 02    | Татяна Хюфнер       | Германия | 3:20.907 |
| 03    | Ерин Хамлин         | САЩ      | 3:21.145 |

### Двойки мъже
| Място | Име                            | Държава  | Време    |
| ----- | ------------------------------ | -------- | -------- |
| 01    | Тобиас Арлт Тобиас Вендъл      | Германия | 1:38.933 |
| 02    | Андреас Лингер Волфганг Лингер | Австрия  | 1:39.455 |
| 03    | Андрис Сикс Юрис Сикс          | Латвия   | 1:39.790 |

### Отборна щафета
| Място | Държава  | Време    |
| ----- | -------- | -------- |
| 01    | Германия | 2:45.649 |
| 02    | Русия    | 2:46.679 |
| 03    | Латвия   | 2:47.295 |